# 11-я дивизия подводных лодок
11-я дивизия подводных лодок (11 ДиПЛ) — соединение подводных лодок Северного флота СССР и России, сформированное в 1963 году, одно из старейших действующих соединений атомных подводных лодок России. Дивизия специализируется на использовании атомных подводных лодок с крылатыми ракетами и за свою историю сменила на вооружении корабли проектов 675, 670 «Скат», 670М-1 «Чайка», 949 «Гранит», 949А «Антей», 885(М) «Ясень».

## История

### ПЛАРК 1-го поколения
В условиях активного строительства и ввода в строй АПЛ на Северном машиностроительном предприятии, а также после строительства в 1957—1961 годах нового пункта базирования АПЛ на Северном флоте, 17 июля 1963 года приказом Главкома ВМФ СССР в формирующейся 1-й флотилии подводных лодок, базирующейся на Западную Лицу, образована 11-я дивизия подводных лодок. Местом базирования определена губа Малая Лопаткина. Первыми подводными лодками в составе дивизии стали К-166 и К-104 проекта 675.
Всего в 1963—1966 годах корабельный состав пополнился десятью подводными лодками проекта 675, прослужившими до середины 1970-х годов. Первой на боевую службу вышла К-170 в октябре 1964 года, отправившись в Норвежское море и Северную Атлантику. За 1964 год К-170 прошла почти 13 тысяч миль, а спустя 10 лет именно она была переоборудована по проекту 675Н и под тактическим номером КС-86 вошла в состав 29-й бригады подводных лодок особого назначения.
Основным вооружением АПЛ проекта 675 являлись крылатые ракеты П-5 для стрельбы по береговым целям и противокорабельные П-6. После снятия ракетного комплекса П-5 с вооружения в 1966 году единственной специализацией дивизии осталось и остаётся слежение за авианосцами и АУГ в готовности применить по ним основное оружие. Наиболее важным местом боевой службы подводных лодок 11-й дивизии в этот период стало Средиземное море, где советские лодки следили за авианосцами США.
| Наименование        | Проект            | Предыдущая служба    | Период в строю | Дальнейшая служба   |
| ------------------- | ----------------- | -------------------- | -------------- | ------------------- |
| К-166 (К-71)        | ПЛАРК проекта 675 | Построены («Севмаш») | 1963—1968      | Переданы в 7-ю ДиПЛ |
| К-104               | ПЛАРК проекта 675 | Построены («Севмаш») | 1963—1967      | Переданы в 7-ю ДиПЛ |
| К-170 (К-86, КС-86) | ПЛАРК проекта 675 | Построены («Севмаш») | 1964—1970      | Переданы в 7-ю ДиПЛ |
| К-172 (К-192)       | ПЛАРК проекта 675 | Построены («Севмаш») | 1964—1969      | Переданы в 7-ю ДиПЛ |
| К-47                | ПЛАРК проекта 675 | Построены («Севмаш») | 1964—1973      | Переданы в 7-ю ДиПЛ |
| К-1                 | ПЛАРК проекта 675 | Построены («Севмаш») | 1964—1969      | Переданы в 7-ю ДиПЛ |
| К-28                | ПЛАРК проекта 675 | Построены («Севмаш») | 1964—1975      | Переданы в 7-ю ДиПЛ |
| К-35                | ПЛАРК проекта 675 | Построены («Севмаш») | 1965—1973      | Переданы в 7-ю ДиПЛ |
| К-131               | ПЛАРК проекта 675 | Построены («Севмаш») | 1966—1970      | Переданы в 7-ю ДиПЛ |
| К-135               | ПЛАРК проекта 675 | Построены («Севмаш») | 1966—1970      | Переданы в 7-ю ДиПЛ |

### ПЛАРК 2-го поколения
С 1967 года по 1972 год в дивизию поступили 11 ракетных подводных лодок второго поколения проекта 670, при этом кроме основных экипажей кораблей были сформированы семь дополнительных «номерных» экипажей, не приписанных к конкретному кораблю. В 1974—1980 годах на вооружение дивизии переданы от промышленности шесть подводных лодок усовершенствованного проекта 670М-1, а АПЛ проекта 670 переходили на Тихоокеанский флот в состав 10-й дивизии подводных лодок (Вилючинск). Первыми переход осуществили ракетная АПЛ К-201 проекта 670 совместно с многоцелевой АПЛ К-314 проекта 671В, проследовавшие через Атлантический, Индийский и Тихий океаны. Все последующие переходы осуществлялись через Арктику. В 1970—1984 годах в составе дивизии эксплуатировалась уникальная подводная лодка К-222 (К-162) проекта 661 «Анчар», впервые в мире имеющая корпусные конструкции из титановых сплавов, и установившая так и не побитый рекорд подводной скорости в 44,7 узла.
| Наименование         | Проект                         | Предыдущая служба             | Период в строю      | Дальнейшая служба                                 |
| -------------------- | ------------------------------ | ----------------------------- | ------------------- | ------------------------------------------------- |
| К-43                 | ПЛАРК проекта 670 «Скат»       | Построены («Красное Сормово») | 1967-1980           | Переданы в 10-ю ДиПЛ                              |
| К-87                 | ПЛАРК проекта 670 «Скат»       | Построены («Красное Сормово») | 1968—1978           | Переданы в 10-ю ДиПЛ                              |
| К-25                 | ПЛАРК проекта 670 «Скат»       | Построены («Красное Сормово») | 1968—1984           | Переданы в 10-ю ДиПЛ                              |
| К-143                | ПЛАРК проекта 670 «Скат»       | Построены («Красное Сормово») | 1969—1983           | Переданы в 10-ю ДиПЛ                              |
| К-313                | ПЛАРК проекта 670 «Скат»       | Построены («Красное Сормово») | 1969—1986           | Переданы в 10-ю ДиПЛ                              |
| К-308                | ПЛАРК проекта 670 «Скат»       | Построены («Красное Сормово») | 1970—1985           | Переданы в 10-ю ДиПЛ                              |
| К-302                | ПЛАРК проекта 670 «Скат»       | Построены («Красное Сормово») | 1970—1988           | Переданы в 10-ю ДиПЛ                              |
| К-320                | ПЛАРК проекта 670 «Скат»       | Построены («Красное Сормово») | 1971—1979           | Переданы в 10-ю ДиПЛ                              |
| К-325                | ПЛАРК проекта 670 «Скат»       | Построены («Красное Сормово») | 1971—1978           | Переданы в 10-ю ДиПЛ                              |
| К-429                | ПЛАРК проекта 670 «Скат»       | Построены («Красное Сормово») | 1972—1977           | Переданы в 10-ю ДиПЛ                              |
| К-201                | ПЛАРК проекта 670 «Скат»       | Построены («Красное Сормово») | 1972—1974           | Переданы в 10-ю ДиПЛ                              |
| К-222 (К-162)        | ПЛАРК проекта 661 «Анчар»      | Построена («Севмаш»)          | 1970—1984           | Переданы в 50-ю ДиПЛ                              |
| К-452                | ПЛАРК проекта 670М-1 «Чайка»   | Построены («Красное Сормово») | 1974—1984           | Переданы в 50-ю ДиПЛ                              |
| К-458                | ПЛАРК проекта 670М-1 «Чайка»   | Построены («Красное Сормово») | 1976—1984           | Переданы в 50-ю ДиПЛ                              |
| К-479                | ПЛАРК проекта 670М-1 «Чайка»   | Построены («Красное Сормово») | 1977—1984           | Переданы в 50-ю ДиПЛ                              |
| К-503                | ПЛАРК проекта 670М-1 «Чайка»   | Построены («Красное Сормово») | 1980—1984           | Переданы в 50-ю ДиПЛ                              |
| К-508                | ПЛАРК проекта 670М-1 «Чайка»   | Построены («Красное Сормово») | 1980—1984 1985—1995 | Переданы в 50-ю ДиПЛ                              |
| К-209                | ПЛАРК проекта 670М-1 «Чайка»   | Построены («Красное Сормово») | 1981—1984 1985—1995 | Переданы в 50-ю ДиПЛ                              |
| К-218                | ПЛАТ проекта 671РТМ «Щука»     | Переданы из 33-й ДиПЛ         | 1985—1998           | Утилизирована на СРЗ «Нерпа»                      |
| К-254                | ПЛАТ проекта 671РТМ «Щука»     | Переданы из 33-й ДиПЛ         | 1985—1993           | Утилизирована на СРЗ-10 (Полярный)                |
| К-502                | ПЛАТ проекта 671РТМ «Щука»     | Переданы из 33-й ДиПЛ         | 1985—1992 1994—2000 | Утилизирована на СРЗ «Звёздочка»                  |
| К-324                | ПЛАТ проекта 671РТМ «Щука»     | Переданы из 33-й ДиПЛ         | 1985—1992 1994—2000 | Передана в 33-ю ДиПЛ Утилизирована на СРЗ «Нерпа» |
| Б-123                | ПЛАТ проекта 705К «Лира»       | Переданы из 33-й ДиПЛ         | 2001—2005           | Утилизированы на СРЗ «Нерпа»                      |
| Б-373                | ПЛАТ проекта 705 «Лира»        | Переданы из 33-й ДиПЛ         | 2001—2005           | Утилизированы на СРЗ «Нерпа»                      |
| Б-388 «Петрозаводск» | МПЛАТРК проекта 671РТМК «Щука» | Переданы из 33-й ДиПЛ         | 2001—2013           | Утилизированы на СРЗ «Нерпа»                      |
| Б-138 «Обнинск»      | МПЛАТРК проекта 671РТМК «Щука» | Переданы из 33-й ДиПЛ         | 2001—н. в.          | В строю                                           |

### ПЛАРК 3-го и 4-го поколений
С 1981 года 11-я дивизия начала перевооружение кораблями третьего поколения — сперва в неё вошли оба корабля проекта 949 «Гранит», затем начиная с 1986 года через дивизию прошли почти все корабли проекта 949А «Антей», в том числе отправившиеся затем с Северного на Тихоокеанский флот в 10-ю дивизию подводных лодок.
В 1985 году в состав дивизии были переданы четыре многоцелевые АПЛ проекта 671РТМ «Щука», а штатное расписание дивизии было обновлено: все подводные лодки были распределены по трём ударным группам (УГПЛ):
1. ракетные К-525, К-206, многоцелевая К-254, под командованием начальника штаба дивизии;
2. ракетные К-148, К-173, многоцелевая К-502, под командованием заместителя командира дивизии;
3. ракетные К-508, К-209, многоцелевая К-324, под командованием заместителя командира дивизии.

К-218 назначена кораблём управления, на ней размещался штаб во главе с командиром дивизии.
В середине 1980-х годов дивизия имела в составе 18 кораблей, включая плавбазу и два катера-торпедолова.
| Наименование        | Проект                     | Предыдущая служба    | Период в строю | Дальнейшая служба                       |
| ------------------- | -------------------------- | -------------------- | -------------- | --------------------------------------- |
| К-525 «Архангельск» | ПЛАРК проекта 949 «Гранит» | Построены («Севмаш») | 1981—1996      | Утилизированы вместе на СРЗ «Звёздочка» |
| К-206 «Мурманск»    | ПЛАРК проекта 949 «Гранит» | Построены («Севмаш») | 1983—1996      | Утилизированы вместе на СРЗ «Звёздочка» |
| К-148 «Краснодар»   | ПЛАРК проекта 949А «Антей» | Построены («Севмаш») | 1986—1998      | Утилизирован на СРЗ «Звёздочка»         |
| К-173 «Красноярск»  | ПЛАРК проекта 949А «Антей» | Построены («Севмаш») | 1987—1991      | Передан в 10-ю ДиПЛ ТОФ                 |
| К-132 «Иркутск»     | ПЛАРК проекта 949А «Антей» | Построены («Севмаш») | 1989—1990      | Передан в 10-ю ДиПЛ ТОФ                 |
| К-119 «Воронеж»     | ПЛАРК проекта 949А «Антей» | Построены («Севмаш») | 1990—1991      | Передан в 7-ю ДиПЛ                      |
| К-119 «Воронеж»     | ПЛАРК проекта 949А «Антей» | Передан из 7-й ДиПЛ  | 2001—2020      | Выведен в резерв, ожидает утилизации    |
| К-410 «Смоленск»    | ПЛАРК проекта 949А «Антей» | Построены («Севмаш») | 1990—н. в.     | В строю                                 |
| К-442 «Челябинск»   | ПЛАРК проекта 949А «Антей» | Построены («Севмаш») | 1991           | Переданы в 10-ю ДиПЛ ТОФ                |
| К-456 «Тверь»       | ПЛАРК проекта 949А «Антей» | Построены («Севмаш») | 1993           | Переданы в 10-ю ДиПЛ ТОФ                |
| К-266 «Орёл»        | ПЛАРК проекта 949А «Антей» | Построены («Севмаш») | 1993—н. в.     | В строю                                 |
| К-186 «Омск»        | ПЛАРК проекта 949А «Антей» | Построены («Севмаш») | 1994           | Переданы в 10-ю ДиПЛ ТОФ                |
| К-150 «Томск»       | ПЛАРК проекта 949А «Антей» | Построены («Севмаш») | 1997—1998      | Переданы в 10-ю ДиПЛ ТОФ                |

В 1990-х годах численность кораблей в дивизии резко снизилась. Кроме переходов на Тихоокеанский флот на это повлияло отсутствие финансирования ремонтов кораблей. Так, в 1993 году на средний ремонт отправились К-525 и К-206 проекта 949, находившиеся в строю на тот момент в течение 13 лет, но работы на них так и не были начаты, и в 1996 году оба корабля были выведены из состава флота. Следом та же судьба постигла К-148 «Краснодар», который в 1986 году был введён в состав флота, в 1996 году был отправлен в ремонт, а в 1998 году — списан. Взамен был получен только вошедший в строй в 1993 году К-266 «Орёл».
К началу XXI века входившие в состав 11-й дивизии многоцелевые АПЛ проекта 671РТМ были списаны, им на замену в 2001 году поступили АПЛ проекта 671РТМК из расформированной 33-й дивизии. Оттуда же были переведены две титановые лодки проекта 705 «Лира», но лишь с задачей поддержания их технического состояния до утилизации. Вскоре после гибели «Курска» из 7-й дивизии в 11-ю был переведён гвардейский К-119 «Воронеж».
В 2005—2007 году в 11-й дивизии сформированы два экипажа для первой АПЛ проекта 885 «Ясень», а в 2014 году один из первых российских подводных крейсеров 4-го поколения, К-560 «Северодвинск», вошёл в состав дивизии. По состоянию на 2024 год в строю также находятся К-561 «Казань» и только что принятый в состав флота К-564 «Архангельск».
| Наименование         | Проект                       | Предыдущая служба    | Период в строю | Дальнейшая служба |
| -------------------- | ---------------------------- | -------------------- | -------------- | ----------------- |
| К-560 «Северодвинск» | ПЛАРК проекта 885 «Ясень»    | Построены («Севмаш») | 2014 — н. в.   | В строю           |
| К-561 «Казань»       | ПЛАРК проекта 885М «Ясень-М» | Построены («Севмаш») | 2021 — н. в.   | В строю           |
| К-564 «Архангельск»  | ПЛАРК проекта 885М «Ясень-М» | Построены («Севмаш») | 2024 — н. в.   | В строю           |

## Командиры
- 1963—1966: Рензаев, Николай Фёдорович
- 1966—1968: Маслов, Владимир Петрович
- 1968—1971: Поникаровский, Валентин Николаевич
- 1971—1974: Голосов, Рудольф Александрович
- 1974—1977: Мочалов, Владимир Васильевич
- 1977—1984: Томко, Егор Андреевич
- 1984—1987: Налётов, Иннокентий Иннокентьевич
- 1987—1991: Петренко, Игорь Яковлевич
- 1991—1993: Моцак, Михаил Васильевич
- 1993—1995: Новиков, Александр Викторович
- 1995—1997: Филатов, Валерий Петрович
- 1997—1997: Кузнецов, Михаил Юрьевич
- 1997—2004: Куров, Сергей Германович
- 2004—2006: Фарков, Сергей Алексеевич
- 2006—2008: Мухаметшин, Игорь Тимербулатович
- 2008—2009: Воробьёв, Владимир Михайлович

...
- 2014—2018: Варфоломеев, Валерий Владимирович

...
- 2021—??: П. И. Булгаков[10]